# Karim Boukercha
Karim Boukercha est un réalisateur, auteur et scénariste français.

## Biographie
En 2010, à la suite de sa rencontre avec Romain Gavras, il co-écrit le long-métrage Notre jour viendra. En 2012, il réalise le documentaire de M.I.A "Bad Girls : Behind The Scenes". La même année, il co-signe le scénario du film Le Capital avec Costa-Gavras et Jean-Claude Grumberg. En 2015, il réalise son premier court-métrage Violence en réunion avec Vincent Cassel. Le film sera sélectionné à la Mostra de Venise et dans différents festivals internationaux. En 2018, Karim Boukercha co-écrit le second long-métrage de Romain Gavras, Le monde est à toi, sélectionné à la Quinzaine des réalisateurs.

## Graffiti
Karim Boukercha est aussi un des spécialistes français du graffiti. Il a publié le magazine Wildwar et plusieurs ouvrages sur le sujet, dont le fameux Descente interdite (histoire du graffiti dans le métro parisien), publié par Alternatives.

## Publications
Ouvrages
- Wild War Clash (sketch book), Paris, L'hippopotame de Thèbes, 2004
- Paris characters, Paris, 2GOOD, 2004
- Descente interdite, Paris, Alternatives, 2011
- Graffiti général, Paris, La découverte, 2014

## Filmographie
Documentaires
- 2004 : Wild War Clash, deux volumes en DVD, Fat prod/BMG
- 2010 : Ni pays, ni langue, ni armée[4]
- 2012 : Bad Girls : Behind The Scenes[5]

Longs métrages
- 2010 : Notre jour viendra de Romain Gavras
- 2012 : Le Capital de Costa-Gavras
- 2017 : Le monde est à toi de Romain Gavras
- 2024 : L'Enfant qui mesurait le monde de Takis Candilis

Court métrage
- 2015 : Violence en réunion, avec Vincent Cassel (scénario et réalisation)

### Podcast
- Tecktonik : danser, mourir, recommencer, Binge Audio, 2019[6]
- Les mille et une vies de Sign, 2025

## Engagements et prises de position
En 2011, Karim Boukercha lance une pétition pour « sauvegarder les books des tagueurs » du procès de Versailles. La pétition est signée par plus de 1 500 personnes, dont Virginie Despentes, Costa-Gavras ou encore Orelsan.